# Batalla de Dirràquium (48 aC)
|  | Per a altres significats, vegeu «Batalla de Dirràquion». |

La batalla de Dirràquium fou un enfrontament de la Segona guerra civil romana, que tingué lloc el 10 de juliol de 48 aC. Juli Cèsar i Gneu Pompeu Magne s'enfrontaren als afores de la ciutat de Dirràquium, en l'actual Albània. Pompeu va vèncer Cèsar, però va ser incapaç de derrotar-lo de manera decisiva i aquest va aconseguir fugir. El 9 d'agost d'aquell mateix any, Cèsar derrotaria completament a Pompeu en la batalla de Farsàlia.

## Preludi
A l'inici de la Segona guerra civil romana, Juli Cèsar va avançar ràpidament sobre Itàlia, capturant Roma i forçant a Pompeu a fugir cap a Grècia. Cèsar prengué el control de la Gàl·lia, Il·líria i Itàlia, mentre Pompeu controlava Grècia, Hispània i el nord d'Àfrica.
El següent pas de Cèsar va ser dirigir els seus exèrcits cap a Hispània, on va derrotar completament als pompeians, si bé aquests aconseguiren mantenir el control del nord d'Àfrica amb la victòria a la batalla del Bagrades (49 aC). A més, Pompeu encara controlava la part oriental de l'Imperi. Tenia més de 300 naus amb les que dominava el Mediterrani, 9 legions amb 36.000 homes, 7.000 genets, 3.000 arquers i 1.200 foners. El seu general Metel Escipió estava en camí des de Síria amb dos legions més i la seva base d'operacions, Dirràquium, es trobava tan sols a un dia de viatge d'Itàlia.
Cèsar va comprendre que la clau era prendre Dirràquium i que per arribar-hi podia escollir entre viatjar per terra a través d'Il·líria o directament per mar, opció que va triar per ser la més ràpida. Quan va tenir 12 legions reunides a Bríndisi, no va voler esperar més i va embarcar 7 d'elles en totes les naus que tenia disponibles, sense carregar provisions, ni esclaus, ni animals. Els soldats sumaven 20.000 homes i 600 genets. La resta va quedar sota el comandament de Marc Antoni, esperant la tornada de les naus de transport.
Cèsar va desembarcar a Palaeste, port ubicat 150 kilòmetres al sud de Dirràquium. Immediatament va enviar un ambaixador a Pompeu amb una proposta de pau mentre avançava cap al nord. Mentrestant, però, l'almirall conservador Marc Bíbul aconseguia destruir 30 de les seves naus de transport que retornaven a Bríndisi.
Les notícies del desembarcament de Cèsar en ple hivern van agafar a Pompeu totalment per sorpresa mentre es dirigia a Macedònia per reclutar noves tropes i es va veure obligat a retornar a Dirràquium a pas forçat, arribant-hi molt poc abans que Cèsar. Pompeu va aixecar el seu campament en la rivera nord del riu Semani, mentre Cèsar ho feia al sud.
Per la seva part, Marc Antoni salpava finalment a les darreries de febrer amb les 4 legions restants i 800 genets més, si bé per culpa del fort vent que trobaren durant el viatge, van desembarcar al nord de Dirràquium. Al saber-ho, Pompeu va avançar ràpidament cap a ell, per agafar-lo per sorpresa abans que es reunís amb Cèsar, però aquest fou més ràpid i avançant en direcció a Tirana va avisar el seu lloctinent de la maniobra de Pompeu i finalment aconseguí reunir les seves forces.
Pompeu, fracassat el seu intent d'impedir la unió de les forces enemigues, es va retirar fins Asparagium. Cèsar va enviar a Domici Calví amb 2 legions i 500 genets a Macedònia per aturar a Metel Escipió que avançava des de Salònica per reunir-se amb Pompeu i després va enviar una altra legió, 5 cohorts i 200 genets a Tesàlia i Etòlia per a recollir cereals per als seus homes.
D'altra banda, el fill gran de Pompeu, Gneu, havia arribat al capdavant d'una flota de naus egípcies i havia capturat les naus de Cèsar a la base naval d'Oricum, per destruir després les naus que Marc Antoni havia emprat per traslladar les tropes. D'aquesta manera, Cèsar va veure destruïda toda la seva flota a Grècia, quedant-se sense cap nau per comunicar-se amb Itàlia.
Davant d'això, Cèsar va decidir oferir batalla al seu adversari. Va avançar fins Asparagium i va disposar les tropes en ordre de batalla. Com Pompeu va rebutjar el combat, Cèsar es va dirigir cap a Dirràquium per aïllar Pompeu de la seva plaça forta.

## Batalla
Cèsar va acampar el seu exèrcit, uns 22.000 homes, a pocs kilòmetres a l'est de Dirràquium, des d'on podia veure l'avantguarda de Pompeu. Aquest va prendre posicions al sud de Cèsar, quedant separats tots dos per un torrent.
Cèsar va fer construir un mur de 22 kilòmetres de llarg al voltant de la posició de Pompeu, qui al seu torn, havia aixecat defenses al llarg de 12 kilòmetres. En aquest punt, Pompeu va dubtar entre atacar a Cèsar o aprofitar el moment per envair Itàlia, però finalment es va decidir per la primera opció, ja que la darrera significava perdre la seva base de Dirràquium, on tenia totes les seves provisions i màquines de guerra.
Així, Pompeu va iniciar l'atac contra el centre del mur que el rodejava, però els homes de Cèsar resistiren, obligant-lo a retirar-se.
El segon intent de Pompeu fou més elaborat, basant-se en la informació que va rebre de 2 cabdills gals, desertors del bàndol de Cèsar. Aquests li informaren que l'extrem sud de les defenses de Cèsar, en el punt més allunyat del campament enemic, era el millor punt per atacar per les seves febles defenses. Aquest extrem s'havia alçat per prevenir atacs des del mar i no havia estat encara completat. El comandant de la secció era Lentulus Marcellinus, qui es trobava malalt.
Pompeu va decidir efectuar un atac combinat per terra, amb 60 cohorts d'infanteria i per mar, amb infanteria lleugera i arquers. El mateix Pompeu s'infiltrà entre les línies de Cèsar i atacà la posició per la rereguarda.
L'atac va sorprendre a les 2 cohorts de guàrdia en aquell sector que fugiren cap a l'interior, forçant a Marc Antoni a intervenir amb 12 cohorts de suport que aconseguiren aturar a Pompeu. El mateix Cèsar es va dirigir a la posició per rebutjar a l'enemic, però estava clar que el bloqueig ja s'havia trencat. En aquest punt hi hagué una sèrie d'atacs i contraatacs per les dues bandes, fins que Pompeu aconseguí fer arribar alguns dels seus homes fins a les portes del campament de Cèsar, foragitant la cavalleria de l'ala dreta cesariana. La infanteria de Cèsar va caure víctima del pànic i va fugir a la desbandada però afortunadament per Cèsar, alguns veterans aconseguiren defensar les portes del campament, permetent-li organitzar la retirada en ordre. Pompeu va creure que aquesta maniobra no era més que una trampa i no va voler perseguir-lo.

## Conseqüències
La batalla de Dirràquium es considera la derrota més seriosa patida per Juli Cèsar durant la Segona guerra civil romana, però malgrat tot aquest va aconseguir fugir ordenadament i derrotar a l'enemic poc després a la batalla de Farsàlia.